# Ailuk
Ailuk (ang. Ailuk Atoll, marszal. Aelok) – zamieszkany atol w łańcuchu Ratak Chain Wysp Marshalla na Oceanie Spokojnym.
Atol obejmuje 35 wysepek, m.in. Kapen, Enajabrok, Enejelar, Bigen, Ajelap, Aliej, Bororkam, Marib, Ailuk (po stronie wschodniej) i Akilwe (po stronie zachodniej). Wraz z laguną Ailuk zajmuje 177,34 km².
Atol został odkryty przez hiszpańskiego konkwistadora Miguela Lópeza de Legazpi (1502–1572) w 1565 roku.
W latach 1964–1967 na atolu stwierdzono występowanie 55 gatunków roślin i 13 gatunków ptaków, m.in. gniazdowała tu atolówka.